# Sybil (Sängerin)
Sybil (* 2. Juni 1965 in Paterson, New Jersey; eigentlich Sybil Lynch) ist eine US-amerikanische Contemporary-R&B- und Popsängerin.

## Leben und Wirken
Seit 1986 veröffentlichte Sybil diverse Singles und Alben. Don’t Make Me Over, dessen Original von Dionne Warwick stammt, wurde 1989 ihr größter Hit in der Heimat. Das Lied erreichte Platz 20 der Billboard Hot 100, stieg aber auch im Vereinigten Königreich in den Top 20. Die Sängerin war bis 1993 regelmäßiger Gast in den UK-Charts. Ihre Coverversion des 1964er Dionne-Warwick-Hits Walk on By (1990), aber auch The Love I Lost (1993), eine Kooperation mit West End, und When I’m Good and Ready (1993) erreichten dort die Top 10.

## Diskografie

### Alben
- 1987: Let Yourself Go
- 1989: Sybil
- 1989: Walk on By
- 1990: Sybilization
- 1993: Good ’n’ Ready
- 1993: Doin’ It Now!
- 1997: Still a Thrill
- 1997: Greatest Hits
- 2005: Circus

### Singles
- 1986: Falling in Love
- 1987: Let Yourself Go
- 1987: My Love Is Guaranteed
- 1988: Can’t Wait (On Tomorrow)
- 1989: Don’t Make Me Over
- 1989: All Through the Night
- 1989: Walk on By
- 1990: Crazy for You
- 1990: Make It Easy on Me
- 1990: I Wanna Be Where You Are
- 1991: Open Up the Door (Remix)
- 1991: Lovely Day
- 1991: Let It Rain (Remix)
- 1991: Go On
- 1993: The Love I Lost (West End feat. Sybil)
- 1993: You’re the Love of My Life
- 1993: When I’m Good and Ready
- 1993: Beyond Your Wildest Dreams
- 1993: Stronger Together
- 1993: My Love Is Guaranteed
- 1996: So Tired of Being Alone
- 1997: Why
- 1997: Still a Thrill
- 1998: Brighter Days: The Best Remix of Sybil
- 2000: When I Fall in Love (The Klub Family feat. Sybil)
- 2002: When I Fall in Love (Blaze feat. Sybil)
- 2006: It’s Too Late
- 2006: Don’t Give Up
- 2008: Shining Star
- 2009: Stronger (Don’t Look Back)